# Meillon
Meillon är en kommun i departementet Pyrénées-Atlantiques i regionen Nouvelle-Aquitaine i sydvästra Frankrike. Kommunen ligger i kantonen Pau-Sud som tillhör arrondissementet Pau. År 2022 hade Meillon 948 invånare.

## Befolkningsutveckling
Antalet invånare i kommunen Meillon
| Referens: INSEE |